# Ductilité (géologie)

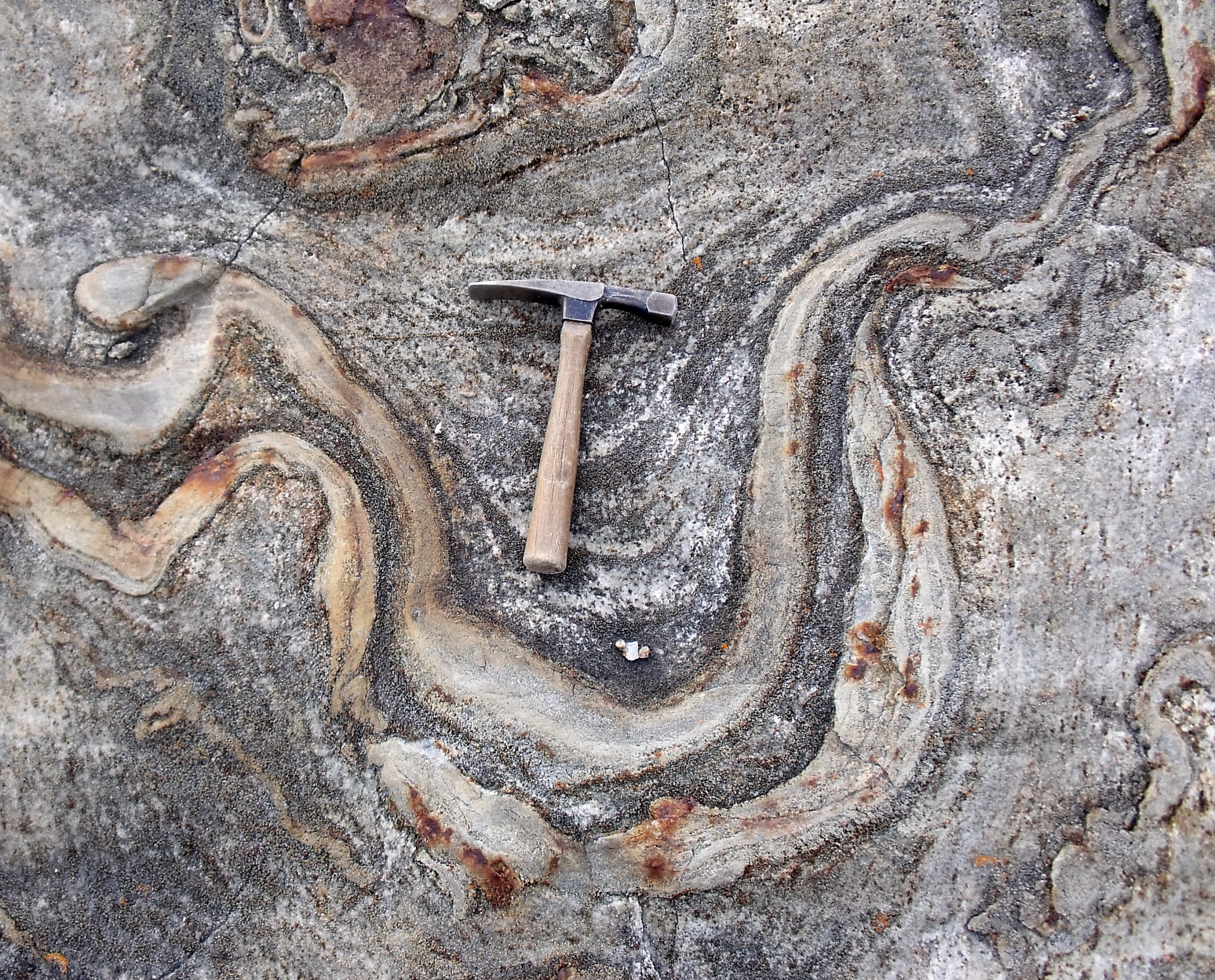
Point de vue vertical d'un affleurement rocheux qui a subi une déformation ductile et créé une série de plis asymétriques.

En sciences de la Terre, la ductilité est la capacité d'une roche à subir de grandes déformations sans fracturation macroscopique. Un tel comportement peut survenir dans des sédiments peu ou pas lithifiés — en cours de diagénèse, généralement —, dans des matériaux mous tels que l'halite ou à de plus grandes profondeurs où des températures plus élevées favorisent la plasticité cristalline de toutes les roches avec des pressions de confinement plus élevées évitant la rupture fragile. De plus, lorsqu'un matériau se révèle ductile, il présente une relation contrainte/déformation linéaire au-delà de la limite d'élasticité. 
La déformation ductile est généralement caractérisée par une déformation diffuse (c'est-à-dire sans plan de faille discret) et, sur un tracé contrainte-déformation, s'accompagne d'un état constant glissant sur la faille, par rapport à la forte chute de contrainte observée dans les expériences lors d'une rupture fragile. 

## Zone de transition fragile-ductile
La zone de transition entre le cassant et le ductile, qui correspond à un changement de mode de rupture de la roche, se situe à une profondeur moyenne approximative de 10–15 km dans la croûte continentale. En dessous de cette zone la roche devient moins susceptible de se fracturer et plus susceptible de se déformer de manière ductile. À mesure que la profondeur augmente, la pression de confinement augmente et la résistance à la fragilité augmente avec la pression de confinement tandis que la résistance ductile diminue avec l'augmentation de la température. La transition se produit au niveau où la résistance fragile égale à la résistance ductile. Dans la banquise, cette zone se situe à environ  30 m de profondeur.
Cependant, tous les matériaux ne respectent pas cette transition. Il est possible qu'incidemment un matériau au-dessus de la zone de transition se déforme de manière ductile et qu'un autre en dessous se fracture sur le mode fragile. La profondeur exerce une influence sur le mode de déformation, mais de nombreuses substances, telles que les sols meubles dans la croûte supérieure, les roches malléables, les débris biologiques, ont un mode de déformation ne respectant pas la zone de transition,.

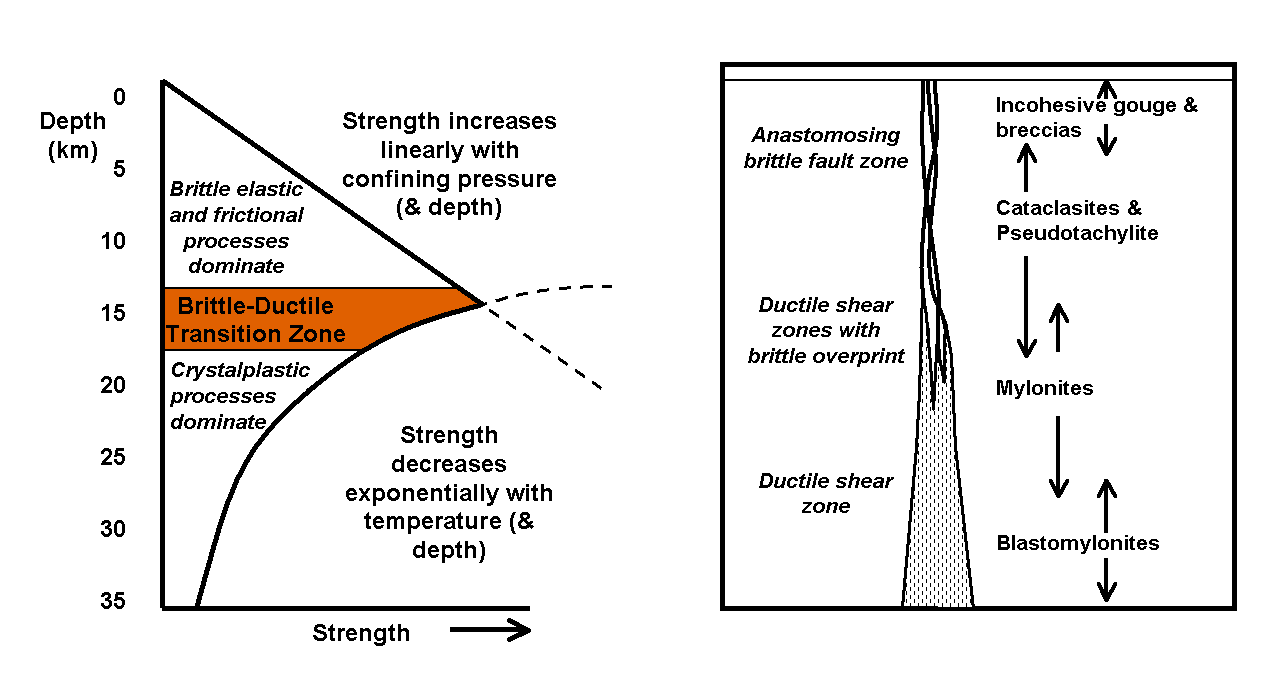
Schéma générale des mécanismes de déformation et des formations structurales qui prédominent à certaines profondeurs de la croûte terrestre.

Le type de processus de déformation dominant a également un impact important sur les types de roches et de structures trouvées à une profondeur de la croûte terrestre donnée. Comme le montre la figure ci-dessus, les formations géologiques et roches se répartissent en fonction du processus dominant. La gouge de faille (en) et la brèche se forment dans le régime cassant (ou régime fragile) les moins profonds, tandis que la cataclasite et la pseudotachylite se forment dans les couches profondes de ce même régime, aux abords de la zone de transition. La mylonite quant à elle, se forme dans la zone la plus ductile, à de plus grandes profondeurs, et encore plus profondément on trouve la blastomylonite.

## Quantification
La ductilité est une propriété matérielle qui peut être exprimée de différentes manières. Mathématiquement, elle est couramment exprimée comme une quantité totale d'allongement (ou élongation) ou une quantité totale de changement de section transversale d'une roche spécifique jusqu'à ce qu'un comportement fragile macroscopique, tel que la fracturation, soit observé lors d'essais de traction, par exemple. Pour une mesure précise, plusieurs conditions contrôlées sont requises, dont notamment, la pression, la température, la teneur en humidité, la taille de l'échantillon, etc., car toutes peuvent avoir une influence sur la ductilité mesurée. Il est important de comprendre qu'un même type de roche ou de minéral peut présenter une variabilité de ductilité en raison des hétérogénéités internes, des différences à petite échelle entre chaque échantillon individuel. Les deux grandeurs sont exprimées sous forme de rapport ou de pourcentage. 

### Formule en% de l'allongement d'une roche[3]
{\displaystyle \%\Delta l={\frac {l_{f}-l_{i}}{l_{i}}}\times 100}
Où :
{\displaystyle l_{i}} = Longueur initiale de la roche
{\displaystyle l_{f}} = Longueur finale de la roche

### Formule en% du changement dans la surface d'une roche[3]
{\displaystyle \%\Delta A={\frac {A_{f}-A_{i}}{A_{i}}}\times 100}
Où :
{\displaystyle A_{i}} = Zone initiale
{\displaystyle A_{f}} = Zone finale
Pour chacune de ces méthodes de quantification, il faut prendre des mesures des dimensions initiales et finales de l'échantillon de roche. Pour l'élongation, la mesure est une longueur unidimensionnelle initiale et finale, la première étant mesurée avant l'application de toute contrainte et la seconde mesurant la longueur de l'échantillon après la rupture. Pour la surface, il est fortement préférable d'utiliser une roche qui a été taillée en cylindre avant l'application de la contrainte afin de pouvoir mesurer la section transversale de l'échantillon.

### Formule de l'aire de section transversale d'un cylindre
Aire d'un cercle = {\displaystyle A=\pi r^{2}}
En utilisant cette formule, les zones initiales et finales de l'échantillon peuvent servir à quantifier le pourcentage de changement dans la surface de la roche.

## Déformation
Il est démontré que tout matériau est capable de se déformer de manière ductile ou fragile, le type de déformation étant régi à la fois par les facteurs externes autour de la roche et par les facteurs internes de l'échantillon. La température, la pression de confinement, la présence de fluides, etc., agissent par l'extérieur, et la structure cristalline, la composition chimique de l'échantillon de roche, la taille des grains du matériau, etc. quant à eux relèvent des facteurs internes.
Le comportement de la déformation ductile manifeste trois sortes de phénomènes : la déformation élastique, par viscosité et cristallo-plastique.

### Déformation élastique
La déformation élastique présente une relation contrainte-déformation linéaire (quantifiée par le module de Young) et est dérivée de la loi de Hooke sur les forces de ressort (comme sur la figure au-dessus). En déformation élastique, les objets ne présentent aucune déformation permanente après la suppression de la contrainte et reviennent à leur état d'origine. 
{\displaystyle \sigma =E\epsilon }
Où :
{\displaystyle \sigma } = Contrainte (en pascals)
{\displaystyle E} = Module de Young (en pascals)
{\displaystyle \epsilon } = déformation élastique (sans unité)

### Déformation par viscosité
La déformation par viscosité se produit lorsque les roches se comportent et se déforment davantage comme un fluide que comme un solide. Pour les roches, cela se produit généralement à de fortes pressions et des températures très élevées. Dans cette déformation, la contrainte est proportionnelle au taux de déformation, et chaque échantillon de roche a sa propre propriété de matériau appelée viscosité. Contrairement à la déformation élastique, la déformation visqueuse est permanente même après la disparition de la contrainte. 
{\displaystyle \sigma =\eta \xi }
Où :
{\displaystyle \sigma } = Contrainte (en pascals)
{\displaystyle \eta } = Viscosité (en pascals * secondes)
{\displaystyle \xi } = Taux de déformation (en unité/secondes)

### Déformation cristallo-plastique
La déformation cristallo-plastique se produit à l'échelle atomique et est régie par son propre ensemble de mécanismes spécifiques qui déforment les cristaux par les mouvements des atomes et des plans atomiques à travers le réseau cristallin. Comme pour la déformation visqueuse, la déformation est permanente. Les mécanismes de déformation cristallo-plastique comprennent la solution sous pression, le fluage des dislocations et le fluage par diffusion.

## Matières biologiques
Outre les roches, la ductilité est observée avec des matériaux biologiques tels que le bois, le bois d'œuvre, les os, etc. peut également être évaluée, car nombre d'entre eux se comportent de la même manière et possèdent les mêmes caractéristiques que les matériaux minéraux abiotiques. Cette évaluation a été réalisée dans l'expérience de Hiroshi Yoshihara publiée sous le nom d'« Analyse de la plasticité de la déformation dans la direction tangentielle du bois massif soumis à une charge de compression dans la direction longitudinale ». L'étude visait à analyser la rhéologie comportementale de deux sortes de bois, l'épicéa de Sitka et le bouleau japonais (en). Par le passé, il a été démontré que le bois massif, soumis à des contraintes de compression, présente au début un diagramme contrainte-déformation linéaire (déformation élastique) et plus tard, sous une pression plus importante, présente un diagramme non linéaire indicatif d'objets ductiles. Pour évaluer la rhéologie, la contrainte a été limitée à une compression uniaxiale dans le sens longitudinal et le comportement post-linéaire a été analysé à l'aide de la théorie de la plasticité. Les paramètres de contrôle comprenaient la teneur en humidité du bois, l'absence de défauts tels que des nœuds ou des déformations du grain, une température à 20 °C, une humidité relative à 65 % et la taille des formes découpées des échantillons de bois. 
Les résultats obtenus à partir de l'expérience ont montré une relation linéaire entre la contrainte et la déformation pendant la déformation élastique, mais aussi une relation non linéaire inattendue entre la contrainte et la déformation du bois au-delà de la limite élastique, s'écartant du modèle de la théorie de la plasticité. Plusieurs raisons ont été avancées pour expliquer ce phénomène. Tout d'abord, le bois étant un matériau biologique, il a été suggéré qu'en cas de forte contrainte lors de l'expérience, l'écrasement des cellules dans l'échantillon pouvait être à l'origine de la dérivation du comportement purement plastique. Avec une plus grande destruction du matériel cellulaire, on suppose que la relation contrainte-déformation devient de plus en plus non linéaire et non conforme avec une plus grande contrainte. De plus, les échantillons n'étant pas de matériau homogène et uniformes, il a été supposé qu'une certaine flexion ou distorsion a pu se produire dans les échantillons, ce qui aurait pu faire dévier la contrainte de son caractère parfaitement uniaxial. Cela peut également avoir été induit par d'autres facteurs tels que des irrégularités dans le profil de densité cellulaire et une coupe déformée de l'échantillon.
Les conclusions de la recherche ont mis en lumière que même si les matériaux biologiques peuvent se comporter comme des roches en déformation, de nombreux autres facteurs et variables doivent être intégrés, ce qui rend difficile la normalisation de la ductilité et des propriétés matérielles d'une substance biologique. 

## Exigence de ductilité maximum
L'exigence de ductilité maximum est une quantité utilisée notamment dans les domaines de l'architecture, du génie géologique et du génie mécanique. Elle est définie comme la quantité de déformation ductile qu'un matériau doit pouvoir supporter (lorsqu'il est exposé à une contrainte) sans subir de fracture cassante ou défaillance. Cette quantité est particulièrement utile dans l'analyse de la défaillance des structures en réponse aux tremblements de terre et aux ondes sismiques.
Les études ont montré que les répliques sismiques peuvent augmenter jusqu'à 10 % l'exigence maximale de ductilité par rapport aux chocs principaux. 